# Комендант Віктор Дмитрович
Ві́ктор Дми́трович Коменда́нт (нар. 1923, село Орлівка, тепер Ямпільського району Сумської області — ?) — український радянський діяч, новатор виробництва, бригадир бригади котельників Свеського насосного заводу Ямпільського району Сумської області. Депутат Верховної Ради УРСР 6-го скликання.

## Біографія
Народився в селянській родині. Закінчив школу фабрично-заводського навчання.
З 1943 по 1948 рік — в Червоній армії, учасник німецько-радянської війни. Служив санітаром 3-го стрілецького батальйону 658-го стрілецького полку 218-ї стрілецької дивізії 3-ї гвардійської армії 1-го Українського фронту.
З 1948 року — робітник-котельник, бригадир бригади котельників, потім бригадир бригади клепальників-чеканників Свеського насосного заводу Ямпільського району Сумської області.
Закінчив вечірню середню школу.

## Нагороди
- орден Вітчизняної війни ІІ ст. (6.04.1985)
- орден Червоної Зірки (31.07.1944)
- медаль «За бойові заслуги» (16.07.1944)
- медаль «За трудову доблесть»
- медалі